# Heart vs. Mind
Heart vs. Mind es el primer EP de la banda estadounidense de metalcore I Prevail. Fue lanzado el 17 de diciembre de 2014 a través de Fearless Records. Se realizaron videos musicales para las canciones "Blank Space" (versión de Taylor Swift), "Love, Lust, and Liars", "The Enemy" y "Crossroads".
El álbum entró en el Billboard 200 en el puesto número 88, en el Rock Albums chart en el puesto número 9 y en el Hard Rock Albums en el puesto número 4 en la lista del 24 de enero de 2015. Ha vendido 62.000 copias en los Estados Unidos hasta septiembre de 2016.

## Lista de canciones
| N.º | Título                  | Duración |  |
| 1.  | «Heart vs. Mind»        | 3:56     |  |
| 2.  | «Crossroads»            | 3:29     |  |
| 3.  | «Love, Lust, and Liars» | 3:22     |  |
| 4.  | «Face Your Demons»      | 3:11     |  |
| 5.  | «The Enemy»             | 3:27     |  |
| 6.  | «My Heart I Surrender»  | 3:27     |  |
| 7.  | «Deceivers»             | 4:33     |  |

| Bonus track |                                       |          |  |
| N.º         | Título                                | Duración |  |
| 8.          | «Blank Space» (cover de Taylor Swift) | 4:00     |  |

## Personal
I Prevail
- Brian Burkheiser - Voz
- Eric Vanlerberghe - Voz gutural y limpia
- Steve Menoian - Guitarra líder y Bajo
- Jordan Berger - Guitarra rítmica, segunda voz
- Lee Runestad - Batería